# Manden På Gaden
|  | Denne artikel er oprettet af botten PalnaBot ud fra en ekstern database. Den kan derfor have sproglige fejl eller mangler. Denne skabelon kan fjernes efter kontrol af indholdet. |

Manden På Gaden er en eksperimentalfilm instrueret af Michael Møller efter manuskript af Michael Møller.

## Handling
Filmen handler om, hvad der foregår indeni hovedet på en tilsyneladende almindelig, kedelig ung mand. Filmen er opbygget som en række associations-sammenkædede billeder af kærlighed, håb, frygt, sex, død og forskellige overvejelser.